# Cinnyris congensis
El suimanga congoleño (Cinnyris congensis) es una especie de ave paseriforme de la familia Nectariniidae endémica de la cuenta del río Congo.

## Distribución y hábitat
Se encuentra únicamente en los bosques tropicales de la cuenta media del río Congo, distribuido por la República Democrática del Congo y República del Congo.